# SUBWAY EXPRESS
『SUBWAY EXPRESS』（サブウェイ・エクスプレス）は、矢沢永吉初のセルフカバー・アルバム。1998年9月9日発売。

## 解説
1975年～1979年発売のCBS・ソニー在籍時の楽曲に絞り制作された初の試みであるセルフカバー・アルバム。

## 収録曲
1. 馬鹿もほどほどに
2. 黒く塗りつぶせ
3. 兄貴に相談
4. ライフ・イズ・ヴェイン
5. サブウェイ特急
6. バイ・バイ・サンキュー・ガール
7. チャイナタウン
8. 古いラヴ・レター
9. ガラスの街
10. 世話がやけるぜ
11. 燃えるサンセット
12. アップタイト
13. 親友
14. セクシー・キャット